# Río Trubizh
El Trubizh (en ucraniano: Трубіж) es un afluente por la izquierda del río Dniéper, que fluye a través de Ucrania. Tiene una longitud de 113 km y una cuenca hidrográfica de 4700 km². 
Desemboca en el embalse de Kániv del río Dniéper, que recibe su nombre de Kániv. No debe confundirse con el río Trúbezh de Rusia (ambos se escriben igual en ruso: Трубеж). La principal ciudad en sus orillas es Pereyáslav.